# Де Кок, Хендрик Меркус
Хендрик Меркус де Кок (нидерл. Hendrik Merkus de Kock; 25 мая 1779, Хёсден, Голландия, Голландская республика — 12 апреля 1845, Гаага, Южная Голландия, Королевство Нидерландов) — голландский военный и политический деятель, генерал-лейтенант (1821), барон де Кок (1835). Заместитель генерал-губернатора Голландской Ост-Индии (1826—1830), командующий Королевской голландской ост-индской армией (1819—1825, 1828, 1829—1830), министр внутренних дел Нидерландов (1836—1841), канцлер военного ордена Вильгельма (1838—1841), канцлер ордена Нидерландского льва (1838—1841), государственный министр (1841—1845), член Первой палаты Генеральных штатов Нидерландов (1842—1845).

## Биография
Хендрик Меркус де Кок родился 25 мая 1779 года в Хёсдене. Родители — Йоханнес де Кок (1756—1794) и Мария Петронелла Меркус (1741—1789). Овдовев, Йоханнес в 1790 году женился во второй раз — на Анн-Мари Кисберже (р. 1764). От этого брака у Хендрика появился сводный брат — Шарль Поль де Кок (1793—1871), в будущем известный французский писатель. Отец, работавший банкиром в Париже, открыто выступал против Робеспьера и предоставлял свой дом для антиправительственных собраний, ввиду чего был осуждён якобинским режимом за государственную измену и казнён путём гильотинирования в период террора.
Некоторое время работал клерком в банке. В 1794 году в возрасте 15 лет стал вторым лейтенантом и поступил под командование генерала Хермана Виллема Данделса. Однако, потом ушёл на государственную службу, присягнув в дальнейшем как республиканской, так и королевской власти. 15 октября 1795 года устроился клерком в комитет общественного благосостояния, 1 апреля 1797 года перешёл на работу в комиссию при министерстве войны в Гааге. Также служил секретарем в различных иностранных миссиях; так, 1 июня 1798 года в качестве второго секретаря посольства послан на Раштаттский конгресс, 8 ноября того же года отправлен с делегацией Рутгера Яна Схиммелпеннинка в Париж, а 1 апреля 1799 года назначен заместителем голландского посланника в Милане.
3 марта 1801 года получил звание лейтенанта и назначен секретарём Батавского военно-морского флота при вице-адмирале де Винтерсе. 23 августа 1803 года стал налоговым инспектором и секретарём Голландской флотилии под командованием вице-адмирала Шарля Анри Верюэля. 24 мая 1804 года повышен до капитана и назначен начальником штаба флотилии. В 1804—1805 годах принимал активное участие в боевых действиях на море, согласно донесениям Верюэля отличался храбрым и хладнокровным поведением, был ранен в ногу в одном из сражений против англичан. 26 января 1806 года назначен главным мастером по вооружению всего флота к востоку от мыса Доброй Надежды. В феврале 1807 года на американском корабле «Маунт-Вернон» прибыл в Батавию, Голландская Ост-Индия. 1 марта того же года назначен командующим военным округом, включающим в себя восточную оконечность Явы, Грисе и Мадуру, став капитаном всех гаваней и бухт в данном районе.
3 мая 1807 года в Батавии женился на Луизе Фредерике Вильгельмине Гертруде фон Бельфингер (1788—1828), дочери барона де Бельфингера и вдове прусского майора фон Швехкова. У них было 11 детей — шесть сыновей и пять дочерей, из которых лишь несколько дожили до взрослого возраста.
13 января 1808 повышен до полковника и назначен адъютантом при генерал-губернаторе Албертусе Хенрикусе Висе. 11 апреля 1809 года повышен до сержанта и назначен командующим дивизией в Семаранге. 20 января 1810 года стал начальником генерального штаба Королевских и колониальных военно-морских сил в Батавии. 1 сентября 1810 года перешёл на французскую службу. 10 августа 1811 года был назначен начальником генерального штаба Королевской голландской ост-индской армии. Будучи возможным преемником Яна Виллема Янсенса в должности генерал-губернатора, вместе с ним отказался сдать Яву англичанам, после чего 17 сентября 1811 года был взят в плен. К февралю 1812 года вместе с женой и детьми был этапирован в Англию и содержался в Беркшире. 12 декабря 1813 года был освобождён из заключения, а затем вернулся в Нидерланды, обретшие к тому времени независимость с домом Оранских у власти.
25 января 1814 года повышен до полковника во время службы в 3-м батальоне линейной пехоты, а 29 января назначен комендантом крепости Хертогенбос. 18 октября того же года назначен начальником генерального штаба армейского корпуса, предназначенного для отправки на Яву, таким образом продолжив свою службу в Ост-Индии. 21 апреля 1815 года повышен до генерал-майора и 19 июля назначен начальником штаба южного командования в Брюсселе под командованием князя Фридриха. 31 августа 1816 года отбыл из Нидерландов на корабле «Принц Фредерик» и 1 мая 1817 года прибыл на Яву. С 24 февраля по 28 августа 1818 года, порядка шести месяцев, занимал пост губернатора Молуккских островов, которые нуждались в сильном руководстве ввиду недавнего подавления восстания. 5 мая 1819 года был назначен командующим Королевской голландской ост-индской армией. Будучи также куратором военной школы, получал ежегодное жалование в размере 20 тысяч франков и ещё 15 тысяч в качестве столовых денег. В 1819 и 1821 годах возглавлял первую и вторую экспедиции на Суматру для подавления местного восстания, добившись успеха и пленив султана Палембанга Бахаруддина. 26 ноября 1821 года был повышен до генерал-лейтенанта. 31 декабря 1825 года оставил пост командующего армией.
8 мая 1822 года был назначен лейтенант-генерал-губернатором Голландской Ост-Индии с введением в Совет Индии и годовым содержанием в размере 50 тысяч франков. В случае отъезда или смерти генерал-губернатора становился временно исполняющим его обязанности с правом принятия временных решений до вынесения окончательного решения королём, а также приобретал право командовать всеми колониальными вооружёнными силами к востоку от мыса Доброй Надежды. Так, с 1 января по 4 февраля 1826 года был исполняющим обязанности генерал-губернатора до приезда новоназначенного Леонара дю Буса де Гизини. В 1826—1830 годах возглавил действия по подавлению яванского восстания, пленив в конце концов Дипонегоро, лидера повстанцев. С 24 июня по 11 сентября 1828 года, и с 7 июля 1829 года по 26 мая 1830 года снова занимал пост командующего армией. Ввиду большой занятости на фронте не принимал фактического участия в управлении Ост-Индией, учитывая натянутые отношения с дю Бусом де Гизини ввиду его незаинтересованности военными операциями и критикой увеличения расходов на их проведение. 16 января 1830 года подал в отставку с должности лейтенант-генерал-губернатора одновременно с дю Бусом де Гизини. По настоятельной просьбе нового генерал-губернатора Йоханнеса ван ден Босха продолжил оказывать содействие колониальным властям в урегулировании ситуации в туземных княжествах.
8 июня 1830 года отбыл из Ост-Индии на корвете «Нехаленния» и 21 октября прибыл в Нидерланды. 22 марта 1831 года назначен верховным главнокомандующим войсками в Зеландии с целью пресечения вооружённых выступлений со стороны бельгийцев. 10 января 1835 года по решению короля Виллема I за свои заслуги перед Ост-Индией и Нидерландами возведён в звание барона де Кока с правом наследования потомками мужского пола по праву перворождения.
1 декабря 1836 года назначен на пост министра внутренних дел Нидерландов. 12 мая 1838 года, после смерти Янсенса, стал канцлером военного ордена Вильгельма и ордена Нидерландского льва. Подав в отставку после нахождения на посту в течение более чем четырёх лет, 1 июня 1841 года был назначен на почётную должность государственного министра. 1 июля 1842 года по решению короля Виллема II назначен в члены Первой палаты Генеральных штатов Нидерландов, где пробыл до самой смерти, не отличившись никакой активной деятельностью. В 1844 году стал президентом рыцарской палаты Северного Брабанта, членом которой являлся с 1836 года. Также был членом Провинциального общества искусств и наук в Северном Брабанте.
Хендрик Меркус де Кок скончался 12 апреля 1845 года в Гааге. Титул наследовал его сын Альберт (1808—1891). Другой сын — Фредерик (1818—1881), секретарь канцелярии короля, был отдельно возведён в баронское звание и через некоторое время скончался.

## Награды
- Орден Единства степени рыцаря (1807).
- Орден Единства степени командора (1808).
- Орден Воссоединения степени командора (1812).
- Военный орден Вильгельма степени рыцаря 3-го класса (1815).
- Военный орден Вильгельма степени командора (1821).
- Военный орден Вильгельма степени рыцаря Большого креста (1830).
- Медаль войны на Яве[нидерл.] (1831).
- Металлический крест[нидерл.] (1832).
- Орден Нидерландского льва степени рыцаря Большого креста (1841).
- Знак отличия для офицеров за долголетнюю службу[нидерл.] (1844).

## Память
Характеризуется как один из величайших военных деятелей в истории Голландской Ост-Индии, любимый своими солдатами. Именем де Кока был назван форт в Голландской Ост-Индии (ныне — Букиттинги, Индонезия). Некоторые личные документы хранятся в Национальном архиве Нидерландов.
Изображён на картинах «Победа в Палембанге» (после 1835 г., худ. Баренд Вейнвелд), «Пленение принца Дипонегоро генерал-лейтенантом бароном де Коком» (1830—1835 гг., худ. Николас Пинеман), «Арест принца Дипонегоро» (1857 г., худ. Раден Салех).
Портреты де Кока написаны Корнелисом Круземаном (после 1826 г.), а также Яном Виллемом Пинеманом (после 1830 г.).